# Lepidiota caudata
Lepidiota caudata är en skalbaggsart som beskrevs av Blackburn 1890. Lepidiota caudata ingår i släktet Lepidiota och familjen Melolonthidae. Inga underarter finns listade i Catalogue of Life.